# Rhymes in Rooms
Rhymes in Rooms è un disco live di Al Stewart pubblicato nel 1992

## Disco
Secondo live di Al Stewart (dopo Indian Summer-Live del 1981), in cui l'artista scozzese è accompagnato dal solo Peter White.

## Tracce
Tutte le canzoni scritte da Al Stewart salvo dove diversamente indicato.
1. Flying Sorcery - 4:30
2. Soho (Needless To Say) - 3:54
3. Time Passages (Al Stewart & Peter White) - 5:42
4. Josephine Baker (Al Stewart & Peter White) - 4:05
5. On the Border – 5.09
6. Nostradamus – 10:18
7. Fields of France 4:09
8. Clifton in the Rain/Small Fruit Song – 5:01
9. Broadway Hotel – 4:20
10. Leave It – 5:26
11. Year of the Cat (Al Stewart & Peter Wood) – 6:35

NOTA: Leave It è If It Doesn't Come Naturally, Leave It (da Year of the Cat).

## Musicisti
- Al Stewart – voce, chitarra ritmica
- Peter White – chitarre, piano, fisarmonica